# Perch
Perch, pole eller rod är ett äldre brittiskt längdmått, motsvarande 5 1/2 yard eller 5,029 meter. En square pole motsvarar 30 1/4 square yards eller 25,292 kvadratmeter.